# بورت جنتيل
بورت جنتيل (بالإنجليزية: Port-Gentil)‏ ثاني أكبر مدن الغابون ومن أهم الموانيء في أفريقيا حيث يتم تصدير البترول والخشب . يبلغ عدد سكان المدينة 80 ألف نسمة حسب إحصاء سنة 1993 .

## المناخ
يظهر الجدول التالي التغييرات المناخية على مدار السنة لبورت جنتيل:
| البيانات المناخية لـبورت جنتيل                  | البيانات المناخية لـبورت جنتيل | البيانات المناخية لـبورت جنتيل | البيانات المناخية لـبورت جنتيل | البيانات المناخية لـبورت جنتيل | البيانات المناخية لـبورت جنتيل | البيانات المناخية لـبورت جنتيل | البيانات المناخية لـبورت جنتيل | البيانات المناخية لـبورت جنتيل | البيانات المناخية لـبورت جنتيل | البيانات المناخية لـبورت جنتيل | البيانات المناخية لـبورت جنتيل | البيانات المناخية لـبورت جنتيل | البيانات المناخية لـبورت جنتيل |
| الشهر                                           | يناير                          | فبراير                         | مارس                           | أبريل                          | مايو                           | يونيو                          | يوليو                          | أغسطس                          | سبتمبر                         | أكتوبر                         | نوفمبر                         | ديسمبر                         | المعدل السنوي                  |
| ----------------------------------------------- | ------------------------------ | ------------------------------ | ------------------------------ | ------------------------------ | ------------------------------ | ------------------------------ | ------------------------------ | ------------------------------ | ------------------------------ | ------------------------------ | ------------------------------ | ------------------------------ | ------------------------------ |
| الدرجة القصوى °م (°ف)                           | 32.6 (90.7)                    | 38.0 (100.4)                   | 34.6 (94.3)                    | 33.7 (92.7)                    | 33.2 (91.8)                    | 33.2 (91.8)                    | 30.8 (87.4)                    | 33.1 (91.6)                    | 33.3 (91.9)                    | 33.0 (91.4)                    | 34.0 (93.2)                    | 35.0 (95.0)                    | 38.0 (100.4)                   |
| متوسط درجة الحرارة الكبرى °م (°ف)               | 29.5 (85.1)                    | 30.2 (86.4)                    | 30.3 (86.5)                    | 30.0 (86.0)                    | 29.0 (84.2)                    | 26.7 (80.1)                    | 25.9 (78.6)                    | 27.4 (81.3)                    | 27.7 (81.9)                    | 28.3 (82.9)                    | 28.6 (83.5)                    | 29.0 (84.2)                    | 28.5 (83.3)                    |
| المتوسط اليومي °م (°ف)                          | 26.9 (80.4)                    | 27.3 (81.1)                    | 27.3 (81.1)                    | 27.1 (80.8)                    | 26.6 (79.9)                    | 24.4 (75.9)                    | 23.5 (74.3)                    | 24.7 (76.5)                    | 25.4 (77.7)                    | 25.9 (78.6)                    | 26.1 (79.0)                    | 26.5 (79.7)                    | 26.0 (78.8)                    |
| متوسط درجة الحرارة الصغرى °م (°ف)               | 24.2 (75.6)                    | 24.4 (75.9)                    | 24.3 (75.7)                    | 24.2 (75.6)                    | 24.1 (75.4)                    | 22.0 (71.6)                    | 21.1 (70.0)                    | 21.9 (71.4)                    | 23.0 (73.4)                    | 23.5 (74.3)                    | 23.5 (74.3)                    | 24.0 (75.2)                    | 23.3 (73.9)                    |
| أدنى درجة حرارة °م (°ف)                         | 17.6 (63.7)                    | 19.4 (66.9)                    | 19.5 (67.1)                    | 18.0 (64.4)                    | 19.0 (66.2)                    | 16.4 (61.5)                    | 16.0 (60.8)                    | 13.2 (55.8)                    | 18.2 (64.8)                    | 19.5 (67.1)                    | 15.8 (60.4)                    | 18.2 (64.8)                    | 13.2 (55.8)                    |
| الهطول مم (إنش)                                 | 247.8 (9.76)                   | 177.8 (7.00)                   | 266.8 (10.50)                  | 299.3 (11.78)                  | 150.6 (5.93)                   | 11.5 (0.45)                    | 3.4 (0.13)                     | 5.0 (0.20)                     | 31.8 (1.25)                    | 179.9 (7.08)                   | 352.2 (13.87)                  | 227.1 (8.94)                   | 1٬953٫2 (76.90)                |
| متوسط أيام هطول الأمطار                         | 14.8                           | 12.7                           | 16.4                           | 15.5                           | 10.2                           | 0.9                            | 0.5                            | 3.4                            | 9.0                            | 17.4                           | 19.6                           | 13.9                           | 134.3                          |
| متوسط الرطوبة النسبية (%)                       | 84                             | 84                             | 83                             | 84                             | 85                             | 84                             | 83                             | 82                             | 82                             | 84                             | 86                             | 84                             | 84                             |
| ساعات سطوع الشمس الشهرية                        | 150.4                          | 160.8                          | 154.5                          | 151.5                          | 147.8                          | 156.3                          | 163.1                          | 135.3                          | 125.7                          | 116.1                          | 115.1                          | 147.2                          | 1٬723٫8                        |
| المصدر #1: NOAA                                 |                                |                                |                                |                                |                                |                                |                                |                                |                                |                                |                                |                                |                                |
| المصدر #2: Meteo Climat (record highs and lows) |                                |                                |                                |                                |                                |                                |                                |                                |                                |                                |                                |                                |                                |

## معرض صور

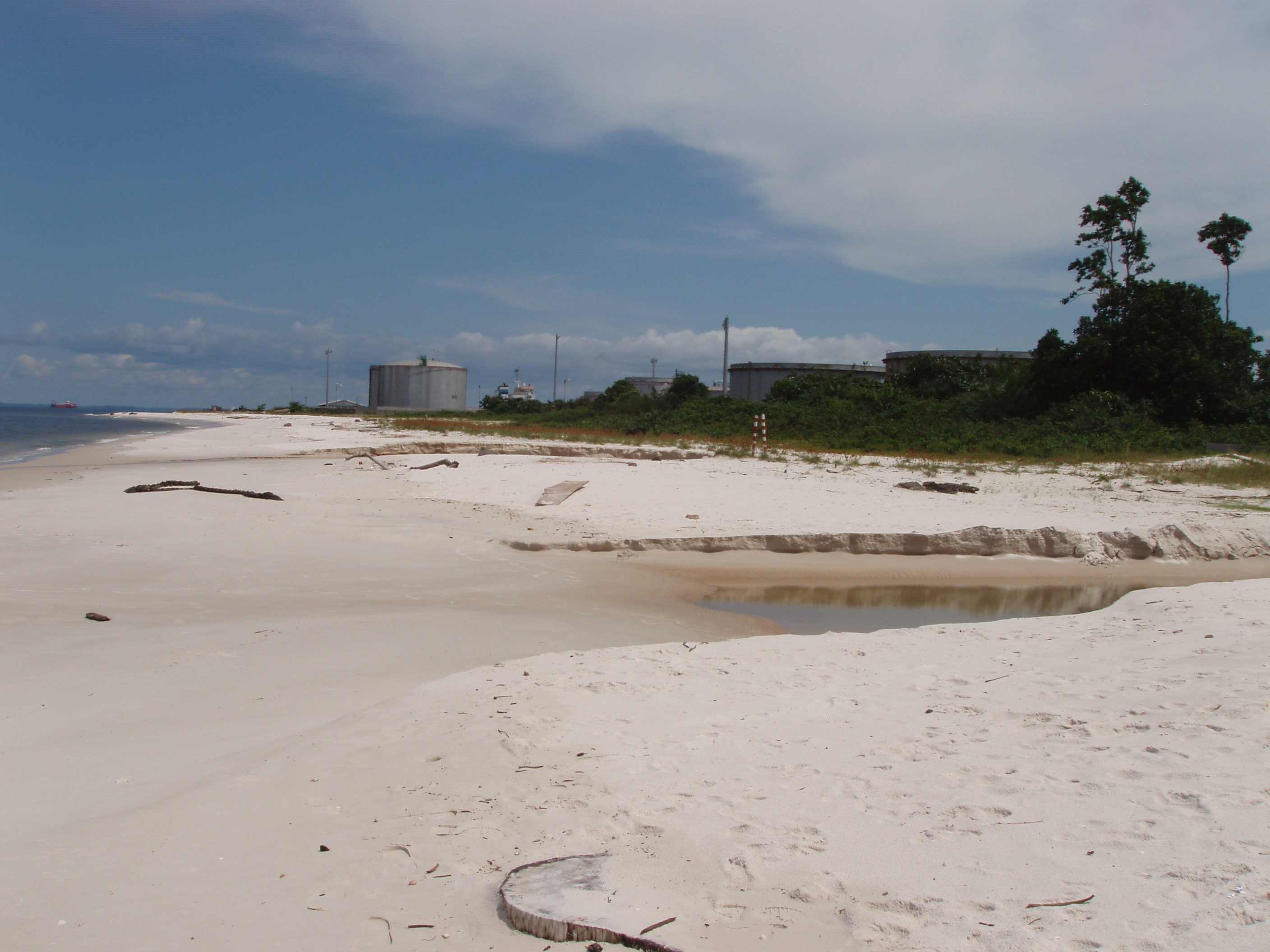
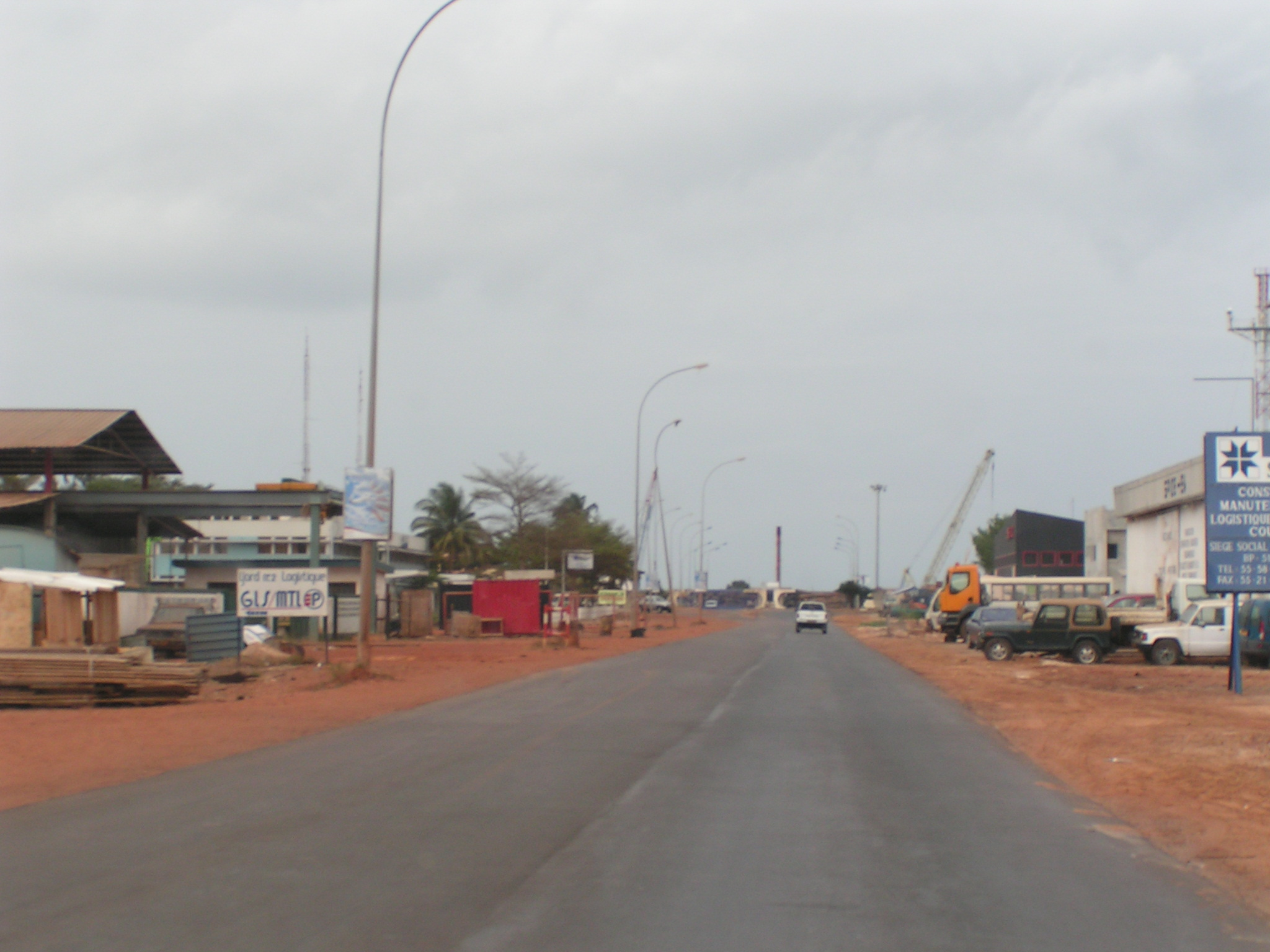
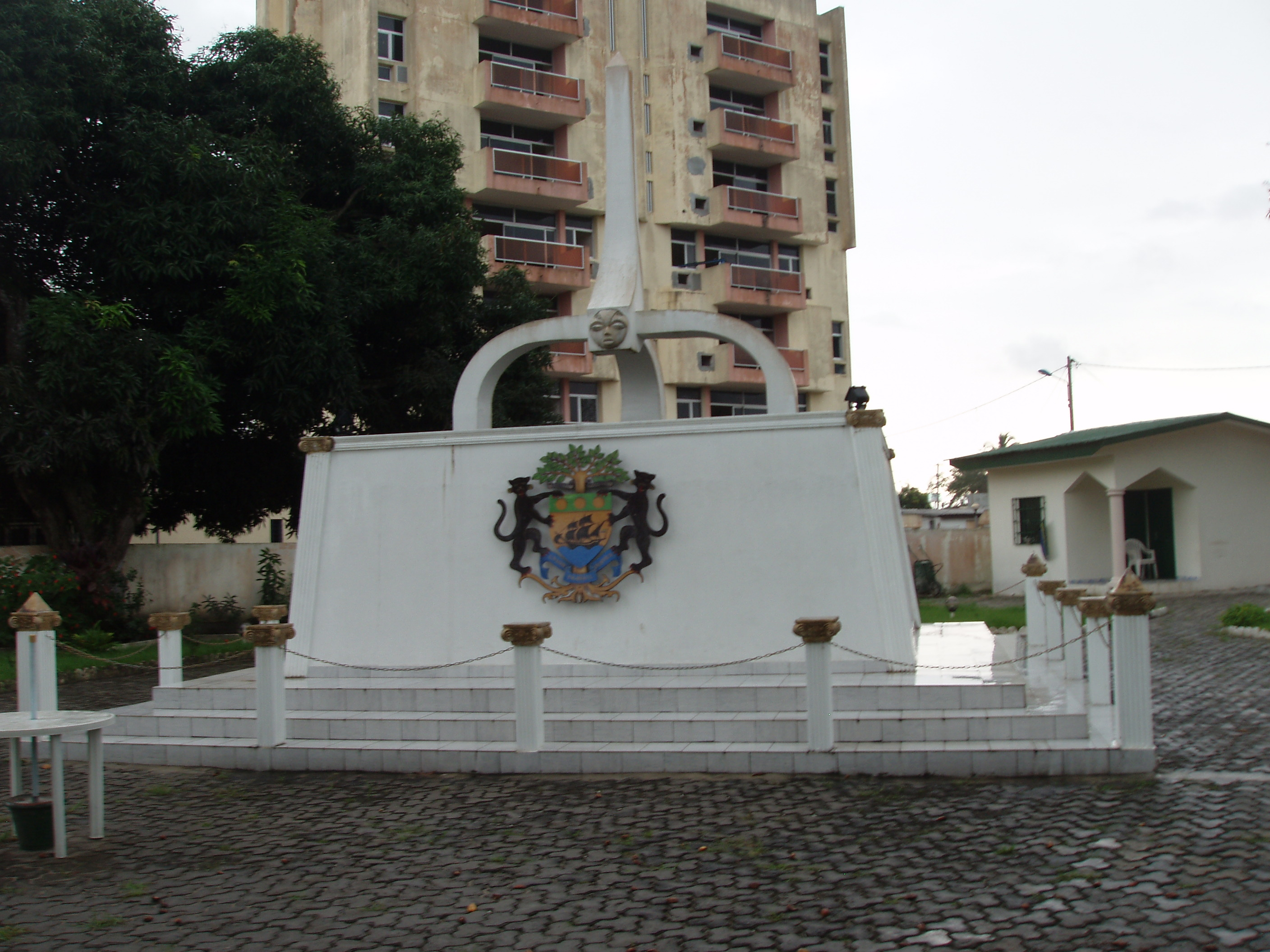
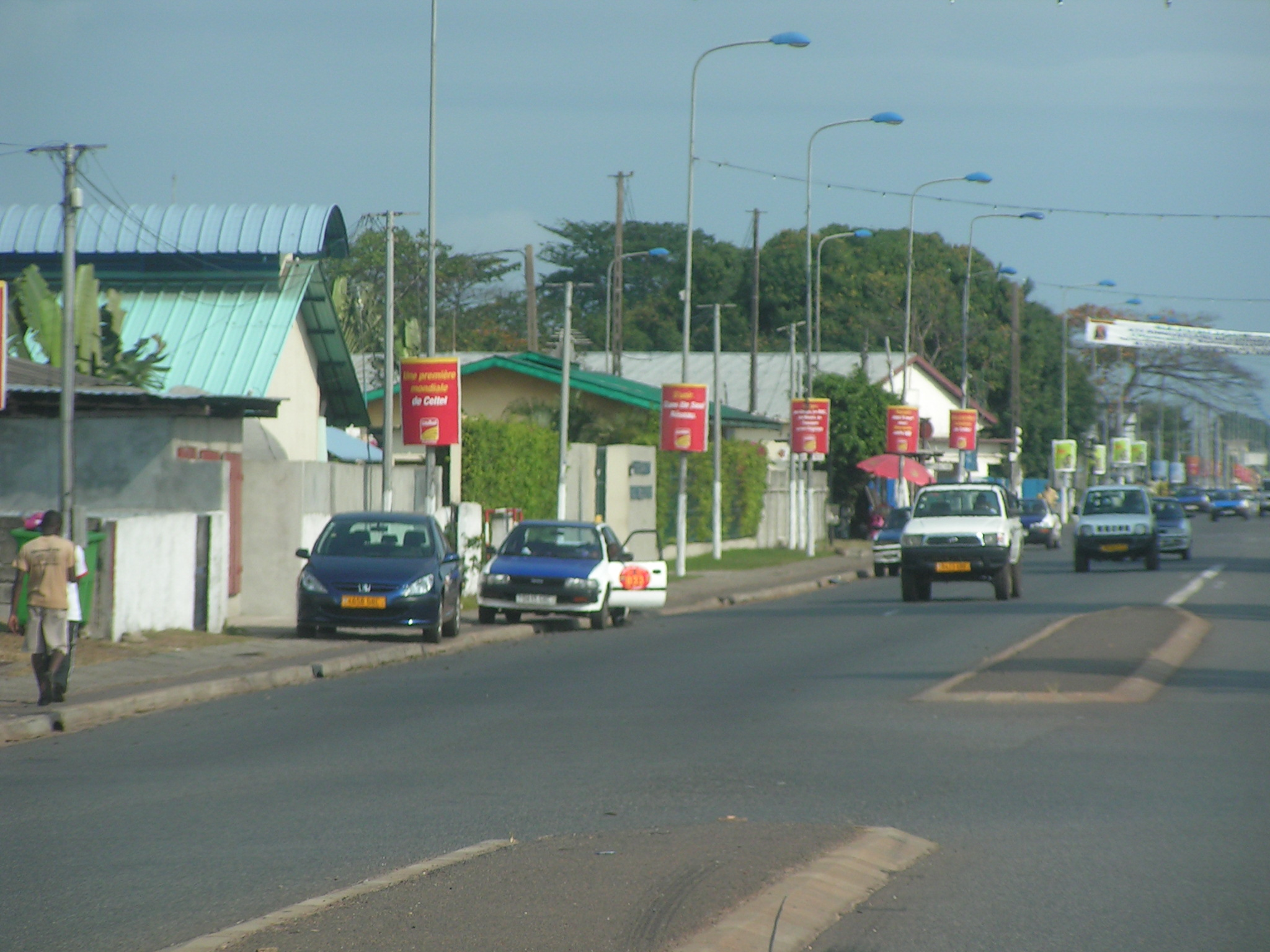

## توأمة
لبورت جنتيل اتفاقيات توأمة مع:
- ونجو (1 يوليو 2010 - )

## أعلام
- برونو مبانانغويي زيتا
- أليكساندر إندومبو
- إريك مولونغي
- ستيفي نزامبي
- سيرجي كيفين